# Вількув (Глоговський повіт)
Вількув (пол. Wilków, нім. Wilkau, 1937-45: Wolfau) — село в Польщі, у гміні Глогув Глоговського повіту Нижньосілезького воєводства. Населення — 709 осіб (2011).
У 1975-1998 роках село належало до Легницького воєводства.

## Демографія
Демографічна структура станом на 31 березня 2011 року:
|          | Загалом | Допрацездатний вік | Працездатний вік | Постпрацездатний вік |
| -------- | ------- | ------------------ | ---------------- | -------------------- |
| Чоловіки | 356     | 87                 | 252              | 17                   |
| Жінки    | 353     | 70                 | 228              | 55                   |
| Разом    | 709     | 157                | 480              | 72                   |